# Katja Dietz

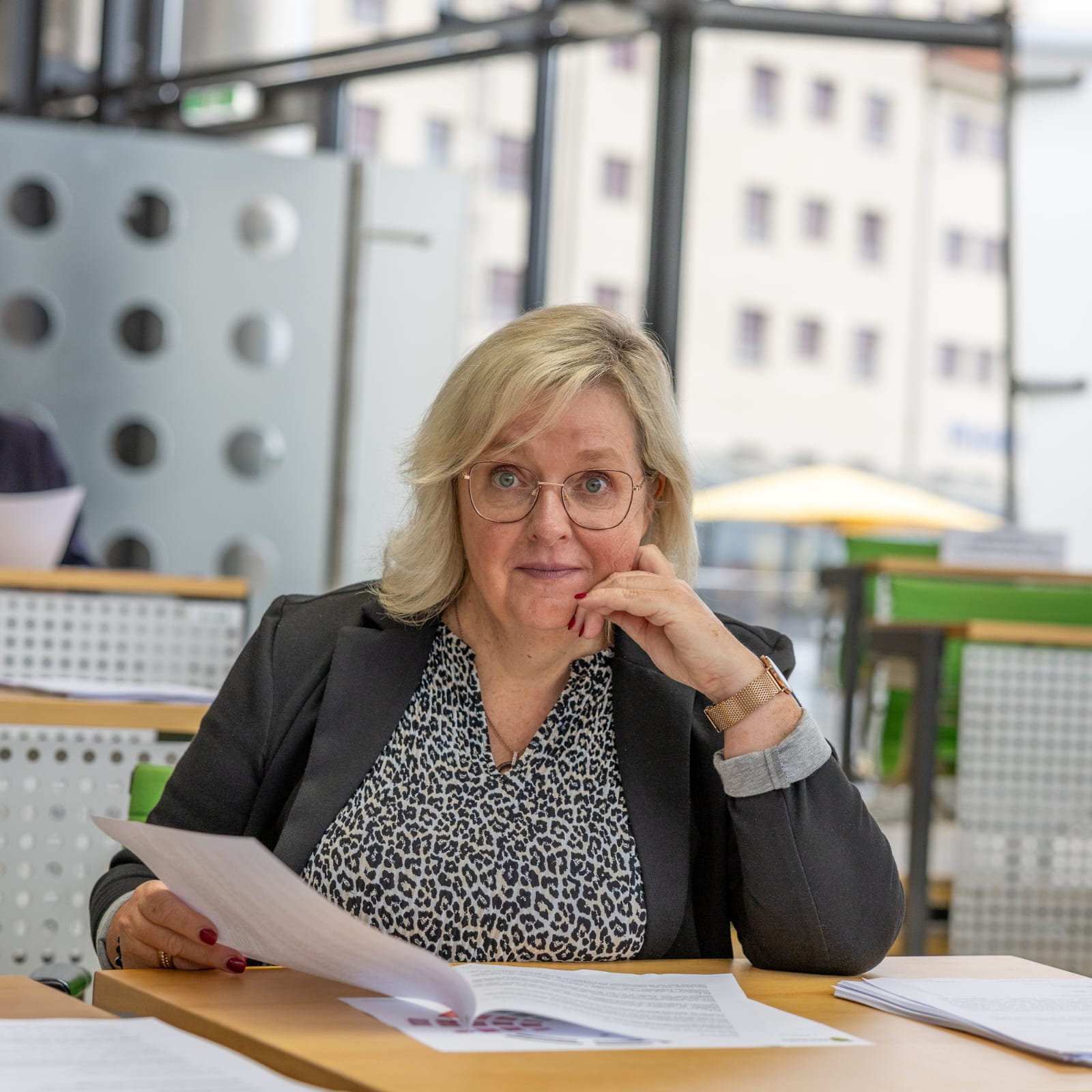
Katja Dietz (2024)

Katja Dietz (* 1970 in Stollberg/Erzgeb.) ist eine deutsche Politikerin (AfD). Sie ist seit Oktober 2024 Mitglied des Sächsischen Landtags.

## Leben und Beruf
Dietz absolvierte von 1987 bis 1989 eine Ausbildung zur Kleidungsfacharbeiterin. Von 1990 bis 2000 war sie als Verkäuferin im Einzelhandel tätig, danach bis 2009 selbständig. Von 2009 bis 2016 war sie kaufmännische Mitarbeiterin in einer Apotheke. Von 2017 bis 2019 machte sie eine weitere Ausbildung zur Kauffrau im Gesundheitswesen.
Dietz lebt in Lugau und hat drei Kinder.

## Politik
Sie ist seit 2014 Mitglied der AfD. Von 2020 bis 2022 war sie Beisitzerin im AfD-Kreisvorstand des Erzgebirgskreis und seit 2022 stellv. Kreisvorsitzende.
Ehrenamtlich ist sie seit 2019 Vorsitzende der AfD-Stadtratsfraktion Lugau. Seit 2020 war sie als Büroleiterin verschiedener MdL und MdB tätig.
Zur Landtagswahl 2024 errang sie das Direktmandat im Wahlkreis Erzgebirge 1.